# Elatostema neriifolium
Elatostema neriifolium är en nässelväxtart som beskrevs av Wen Tsai Wang och Z.Y.Wu. Elatostema neriifolium ingår i släktet Elatostema och familjen nässelväxter. Inga underarter finns listade i Catalogue of Life.